# Annual Review of Medicine
Annual Review of Medicine – recenzowane czasopismo naukowe ukazujące się raz w roku i zawierające prace przeglądowe z dziedziny medycyny. Istnieje od 1950 roku.
Na łamach czasopisma ukazują się artykuły dotyczące m.in.: HIV/AIDS, kardiologii, psychiatrii, onkologii, pulmonologii, dermatologii, hematologii, chirurgii i medycyny rozrodu.
Impact factor periodyku za rok 2015 wyniósł 10,954, co uplasowało go na 5. miejscu spośród 124 czasopism w kategorii „medycyna doświadczalna”. Na polskiej liście czasopism punktowanych przez Ministerstwo Nauki i Szkolnictwa Wyższego z 2015 roku „Annual Review of Medicine” przyznano 45 punktów.